# Kazuko Shiraishi (Schriftstellerin)
Kazuko Shiraishi (japanisch 白石 かずこ, Shiraishi Kazuko, Vorname bei gleicher Lesung eigentlich 嘉壽子; * 27. Februar 1931 in Vancouver, Kanada; † 14. Juni 2024) war eine japanische Dichterin und Übersetzerin.

## Leben und Wirken
Kazuko Shiraishi machte ihren Studienabschluss an der Fakultät für Literatur der Waseda-Universität. Noch während des Studiums veröffentlichte sie 1951 ihre erste Gedichtsammlung, „Tamago no furu machi“ (卵のふる街) – „Die eiförmige Stadt“. Es folgten 1960 „Tora no yūgi“ (虎の遊戯) – „Tigerspiele“, 1963 „Mō sore ijō osoku yatte kite wa ikenai“ (もうそれ以上おそくやってきてはいけない) – „Komm nicht mehr zu spät“ 1978 „Itsusō no kanu, miraie nodoru“ (一艘のカヌー、未来へ戻る) – „Ein Kanu, zurück in die Zukunft“. Ihr Durchbruch kam mit „Seinaru in’ja no kisetsu“ (聖なる淫者の季節) – „Saison des Unzüchtigen, der zum Heiligen wird“, einem Werk, das aus sieben langen Kapiteln besteht und 1971 mit dem 21. „Preis des Herrn H.“ ausgezeichnet wurde.
Zu Shiraishis repräsentativen Werken gehörten „Senkyūhyaku kyūhachinen no shinwa“ (一九九八年の神話) – „Mythos von 1998“, veröffentlicht in der Zeitung Asahi Shimbun, in einer Folge von 10 Abdrucken, erschienen vom 4. Januar bis 8. März 1998, und „Gendai-shi techō“ (現代詩手帖) – „Moderne Poesie, ein Tagebuch“, ebenfalls in Serie abgedruckt. Shiraishi pflegte einen vielfältigen Austausch mit ausländischen Dichtern und war besonders bekannt für ihren Austausch mit dem amerikanischen Dichter Allen Ginsberg. In den späteren Jahren beschäftigte sich sie aktiv mit dem Vorlesen. Im Jahr 2002 hielt sie im Museum für moderne japanische Literatur einen Vortrag mit dem Titel „Seinen to burūsu“, (青春とブルース) – „Jugend und Blues“, erwähnte den früh verstorbenen Dichter Nakahara Chūya (1907–1937) und sprach über ihre eigene Jugend, Poesie und Begegnungen.
Shiraishi gewann 1996 den Yomiuri-Preis für „Arawareru monotachi o shite“ (現れるものたちをして?) – etwa „Was machen die Dinge, die erschienen sind?“ und 1997 den Takami-Jun-Preis für das gleich Werk.

### Übersetzungen ins Deutsche
- „Odysseus heute“ (2001) und „Mein Sandvolk“ (2002), herausgegeben vom Schriftsteller Michael Fisch, Edition Kappa, München.
- „Die Jahreszeiten der heiligen Lust“, aus dem Japanischen übersetzt von Isolde Asai, 2004, Iudicium-Verlag.